# 甲申之變
甲申之變，又稱甲申國難、甲申北京圍城戰。為1644年4月21至25日（崇禎十七年三月十五至十九日、歲次甲申），李自成大順軍攻打明朝首都北京的圍城戰。最終崇禎帝於戰敗城破後自縊，並間接導致吳三桂後來引清兵入關以圖消滅大順軍。史界一般以此戰作為明朝滅亡的時間點。
该事件亦是北京作為明朝首都後首次被非政府軍隊佔領。

## 經過
1644年4月21日（明崇禎十七年三月十五日），大順軍（即「闖軍」）李自成抵居庸关，明朝监军太监杜之秩、总兵唐通不战而降，同时，刘芳亮率领南路军，东出固关后，真定太守丘茂华、游击谢素福出降，大学士李建泰在保定投降。
三月十六日，李自成部过昌平，抵沙河。十七日进高碑店、西直门，以大砲轟城，入午攻打阜成門，廣寧門。夜半，守城太監曹化淳率先打開外城西側的廣寧門，闖軍由此進入今復興門南郊一帶。三月十八日，李自成派在昌平投降的太監杜勳入城與崇禎帝秘密談判。據《小腆紀年附考》卷四載，李自成提出的條件為：「闖人馬強眾，議割西北一帶，分國王，並犒賞軍百萬，退守河南……闖既受封，願為朝廷內遏群寇，尤能以勁兵助剿遼藩。但不奉詔與覲耳。」雙方談判破裂。
三月十九日清晨，兵部尚书张缙彦主动打开正阳门，迎刘宗敏所部军，中午，李自成由太监王德化引导，从德胜门入，经承天门步入内殿。此時崇禎带著太监王承恩上煤山瞭望，又返回乾清宫，大臣皆己逃散，最後崇禎前往煤山自縊。李自成下令將崇禎皇帝“礼葬”，在东华门外设厂公祭，后移入佛寺。二十七日，葬于田贵妃墓中。
李自成入住紫禁城，封宮女竇美儀為妃。大順軍入北京之初，兵不满二万，李自成下令：“敢有伤人及掠人财物妇女者杀无赦！”京城秩序尚好，店舖營業如常，“有二贼掠缎铺，立剐于棋盘街。民间大喜，安堵如故”。但從二十七日起，大順軍開始拷掠明官，四處抄家，规定助饷额为“中堂；十万；部院、京堂、锦衣：七万或五万、三万；道、科、吏部：五万、三万；翰林：三万、二万、一万；部属而下则各以千计”，刘宗敏制作了五千具夹棍，“木皆生棱，用钉相连，以夹人无不骨碎。”城中恐怖氣氛逐漸凝重，人心惶惶，“凡拷夹百官，大抵家资万金者，过逼二三万，数稍不满，再行严比，夹打炮烙，备极惨毒，不死不休”，“牵魏藻德、方岳贡、邱瑜、陈演、李遇知等，勋戚冉兴让、张国纪、徐允祯、张世泽等八百人追赃助饷。”谈迁《枣林杂俎》称死者有1,600餘人。李自成手下士卒搶掠，臣將驕奢，“杀人无虚日，大抵兵丁掠抢民财者也”。四月十四日，西长安街出现告示：“明朝天数未尽，人思效忠，定于本月二十日立东宫为皇帝，改元义兴元年。”十三日，由李自成亲率十萬大軍奔赴山海关征讨镇守山海关的明将吴三桂，留守北京者为刘芳亮与李岩。

## 後續
在李自成的大顺军包围北京城时，崇祯皇帝召镇守山海关的辽东总兵吴三桂前来勤王，但吴三桂抵達北直豐潤時，北京城已被大顺军攻陷，崇祯皇帝自杀，吴三桂于是引兵退保山海關。李自成曾多次招降，吳三桂再三猶豫，曾一度有投降李自成的念頭。據傳后来听说其愛妾陳圓圓被李自成部下擄去而作罢。两面受敌的吴三桂，对内不敌李自成，对外难挡清朝的摄政王多尔衮。陈圆圆和吴家亲人都成了李自成的人质。为保全家人性命，吴答应与李自成议和，为防李自成有诈，又私下以黄河南北分治为条件向多尔衮求助。多尔衮复信吴三桂，许诺封他为清朝平西王，变合作关系为受降关系。
而在京的李自成，因害怕清兵入關，決定「滅吳保關」，於是發兵二十餘萬，四月十三，由李自成親率大軍，奔赴山海關攻討吳三桂。四月廿二，吳軍初敗，吳三桂求救於多尔衮，多尔衮将计就计，趁吴三桂与李自成谈判之机，突然向李自成发动攻击。李自成却以为上了吴三桂的当，他认定吴三桂“引狼入室”，于是將吴三桂全家族滅。吴三桂为报杀父親與一家之仇，放清军入关追剿李自成的部队。多尔衮率满洲八旗四萬人、蒙古八旗二萬人、汉军八旗約三萬人以及孔有德等统率的约两万天祜兵、天助兵，加上包衣、外藩蒙古兵、朝鲜军合计十二万清兵一同攻入山海關，在一片石之战中联合吴三桂击溃李自成的大顺军。清軍入北京之後，多尔衮把年幼的清世祖顺治帝以及朝廷由東北的盛京遷都至北京，入主中原，是為清兵入關。
多爾袞封吳三桂为平西王作為報酬，埋下了日後三藩之變的種子。

## 文藝作品
清朝黃燮清以此戰役為背景，並以周世顯和長平公主作主角，創作崑劇《帝女花》。

### 引用
1. ↑  李天根，《爝火录》卷一：“贼破京城，兵不满二万，而孩子居其半，京师自守不固，非贼之能攻也。合料贼众并唐通，白广恩、陈永福之兵不过五六万耳”
2. ↑  刘尚友：《定思小纪》，69页，浙江古籍出版社
3. ↑  《流寇志》，卷10，161页
4. ↑  《甲申核真略》
5. ↑  《甲申纪事》
6. ↑  《明季北略》卷20
7. ↑  《怀陵流寇始终录》，卷18，334~335页。
8. ↑  《甲申传信录》
9. ↑  赵士锦《甲申纪事》说，“惟留李岩居东城，牛金星居朝中，以为守备。”陈济生《再生纪略》说，“伪相牛及贺（有威）、郭（之纬）两伪将留守京师”《甲申传信录》说，“制将军李過及贺锦二将留守京都，禁约军丁。”杨士聪《甲申核真略》说，“惟留一姓李伪都督居东，与牛金星共为守备。”在《平寇志》和《怀陵流寇始终录》说，李牟和牛金星“以老弱万人守京师。”《鹿樵纪闻》则说李过留守。談遷《国榷》记“牛金星、李牟、李友等居守。”

### 书籍
- 岸本美绪. 由底艳翻译.  (PDF). 清史研究. 1999, (2): 25–32. ISSN 1002-8587. （原始内容存档 (PDF)于2023-01-30）.
- 伊维德; 姜智. . 戏剧艺术. 1987, (3): 32–44  [2023-01-29]. ISSN 0257-943X. S2CID 223965953. （原始内容存档于2023-01-29）.